# Prágai vlachok

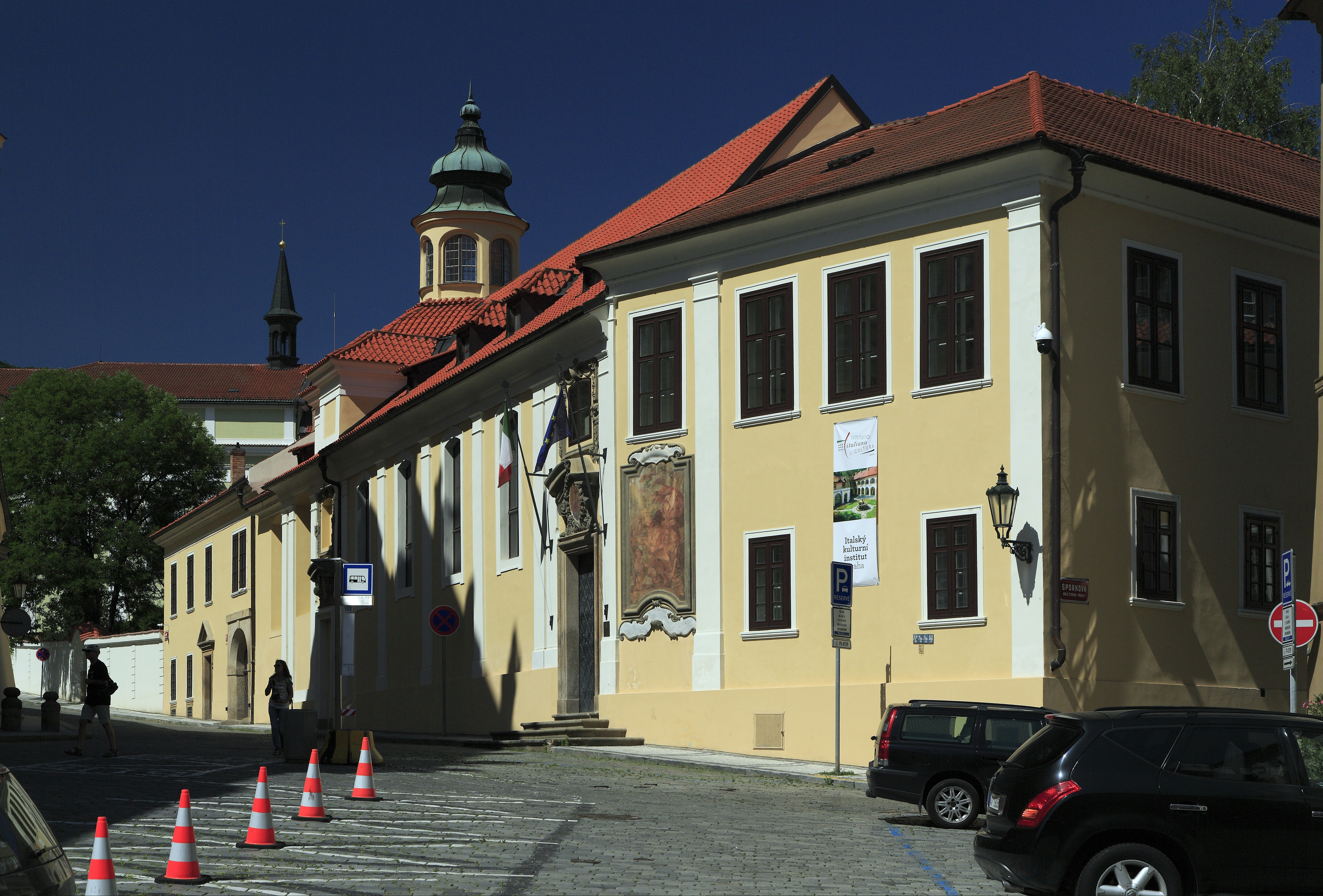
A kisoldali Lobkowitz-palotával szemben álló, egykori vlach kórház ma az olasz nagykövetség

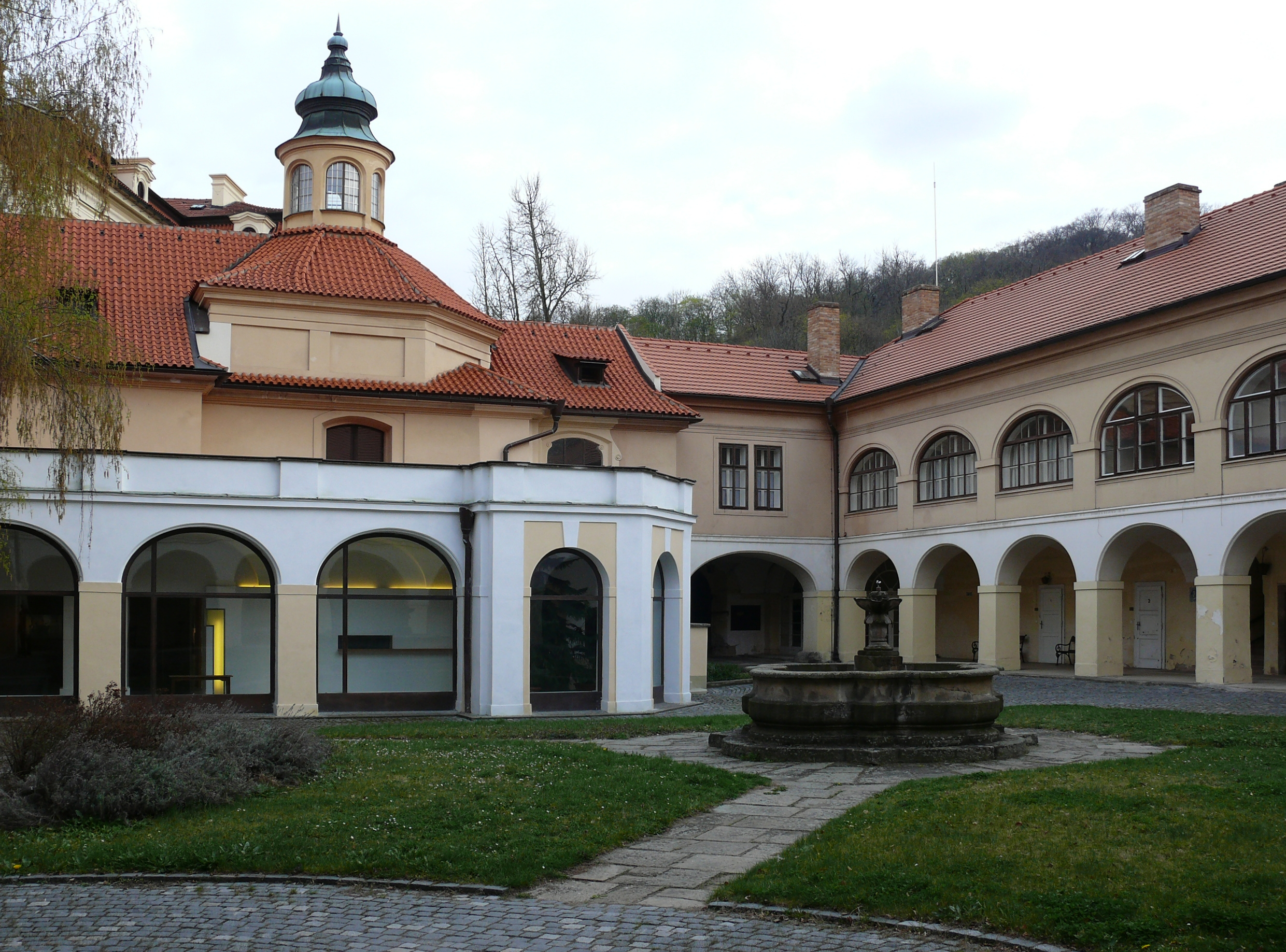
Az egykori vlach kórház udvara

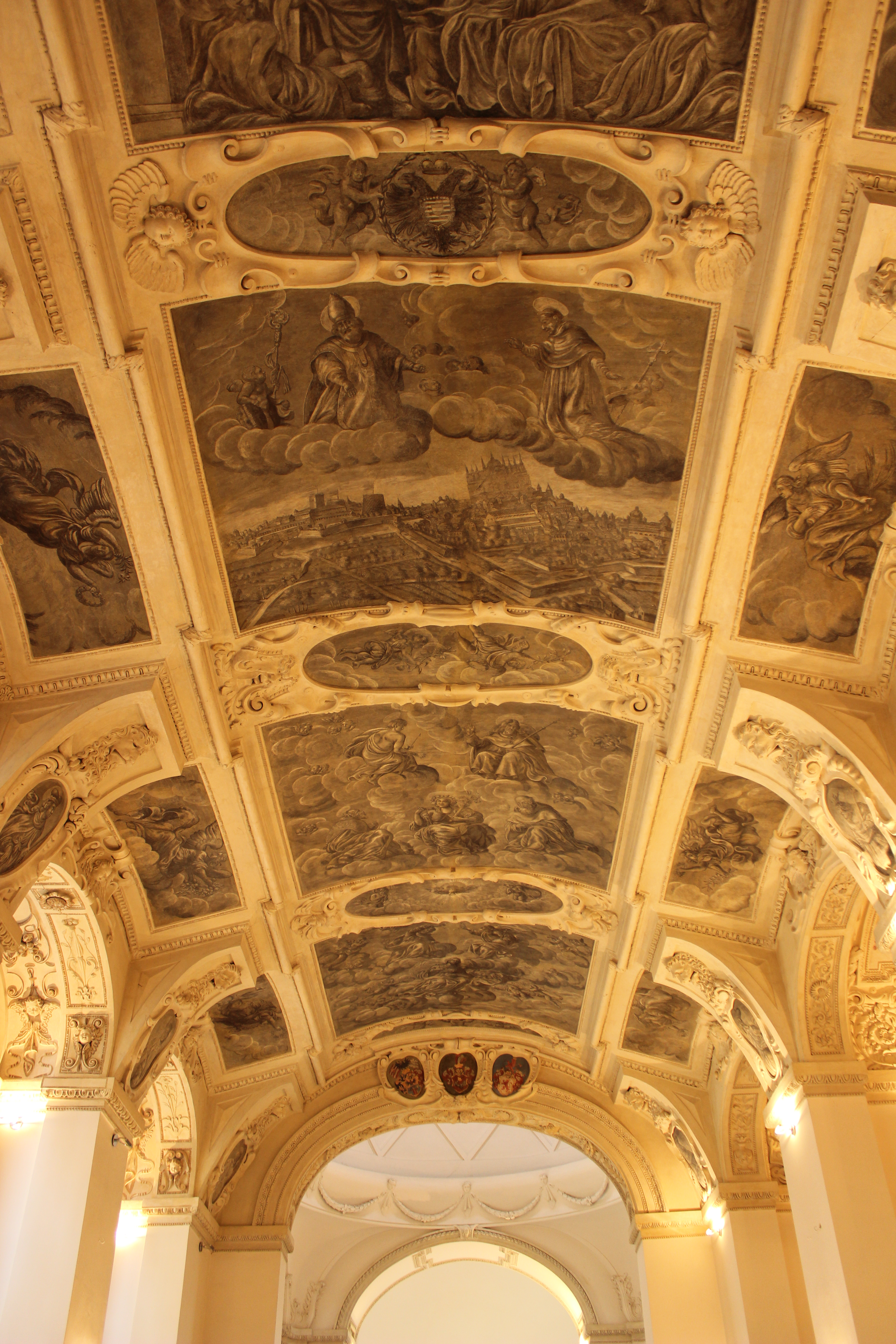
Az egykori Szűz Mária és Borromei Szent Károly-kápolna mennyezete az egykori vlach kórházban

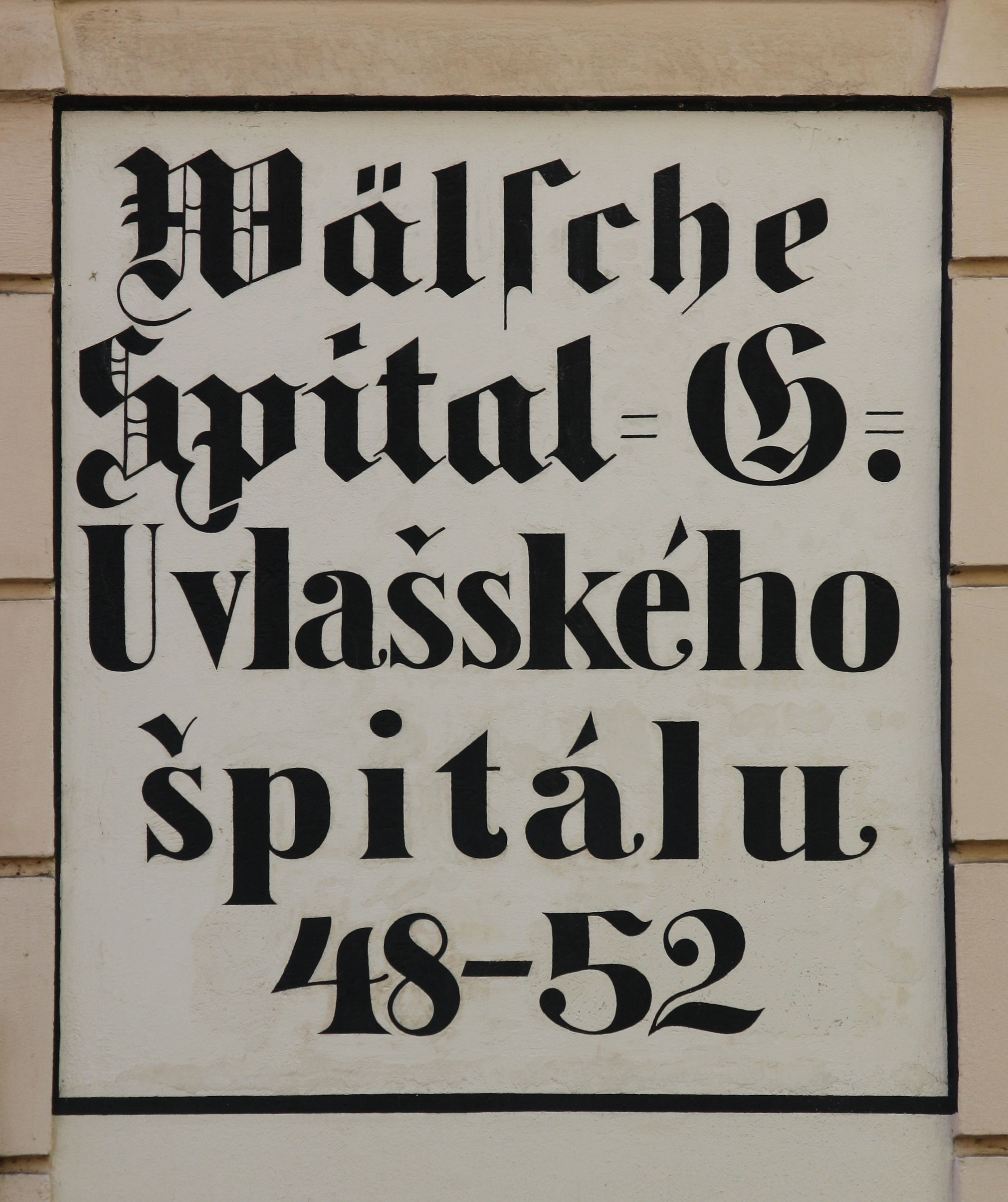
Utcatábla „A vlach kórházhoz”

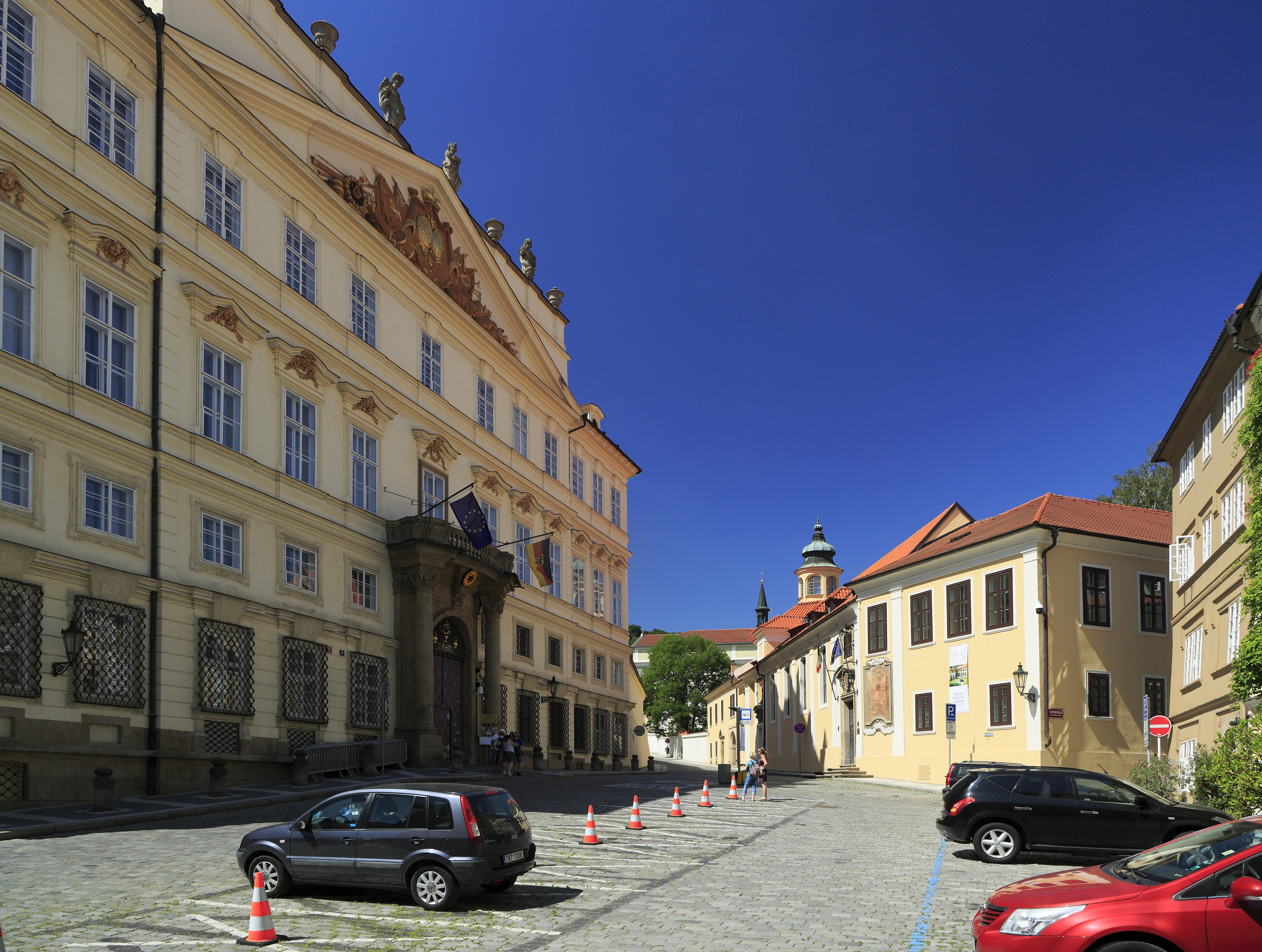
A dombon nyugat felé haladva balra a Lobkowitz-palota, jobbra az egykori vlach kórház (az olasz nagykövetség).

A prágai vlachok (a „vlach” szó mai jelentésétől eltérően) a 17. században a Luganói-tó és a Comói-tó vidékéről a Habsburg Birodalomba települő olaszokat nevezték. Ők voltak az „artisti dei laghi”, azaz a tóvidék kézművesei.

## Betelepülésük Prágába
Gyorsan alkalmazkodtak a helyi viszonyokhoz; átvették az új környezetükben divatos szerkezeti és formai megoldásokat. Ezek a „vlachok” Prágában főleg a várban és a Kisoldal felső, a várral határos részén telepedtek le, amiért is ezt a városrészt akkoriban „Vlašský”-nak hívták.

## Ünnepeik
Az egyik legfontosabb ünnepük a gyülekezet védőszentje, Szűz Mária mennybemenetele volt augusztus 15-én. Ennek legfontosabb része a felvonulás volt a vlach kórháztól a Vlašská utcán és a Károly hídon át az óvárosi Vlach kápolnához (Vlašská kaple). Itt tartották az istentiszteleteket és egyéb éves szertartásokat. A menetet a kórháztemplom adminisztrátora vezette. A felvonulás fényét az ünnepségeken használt régi baldachinnal, a Kisoldal nagy zászlajával és sok kisebb transzparenssel emelték. A központi elem a Szűz Mária mennybevételét ábrázoló nagy ezüstszobor volt. A szobor mögött fehér ruhás énekesek sétáltak.

## Jeles prágai vlach családok, személyek
- Canevalle család,
- Palliardi család
- della Torre család
- Allio család
- Carlo Lurago
- Anselmo Lurago